# Wall Drug
Wall Drug Store, souvent appelé simplement Wall Drug, est une halte touristique située en bordure de route dans la ville de Wall, dans le Dakota du Sud, à côté du parc national des Badlands.
Wall Drug se compose d'une série de magasins sur le thème de l'Ouest américain (cow-boys), dont une pharmacie, une boutique de cadeaux, plusieurs restaurants et divers autres magasins, ainsi qu'une galerie d'art. Une imposante sculpture de brontosaure y est aussi présentée.
Créé en 1931, contrairement à un centre commercial traditionnel, tous les magasins de Wall Drug fonctionnent sous une seule entité plutôt que d'être gérés individuellement. Le New York Times décrit Wall Drug comme « une attraction touristique tentaculaire de renommée internationale [qui] attire quelque deux millions de visiteurs annuels dans une ville reculée ».

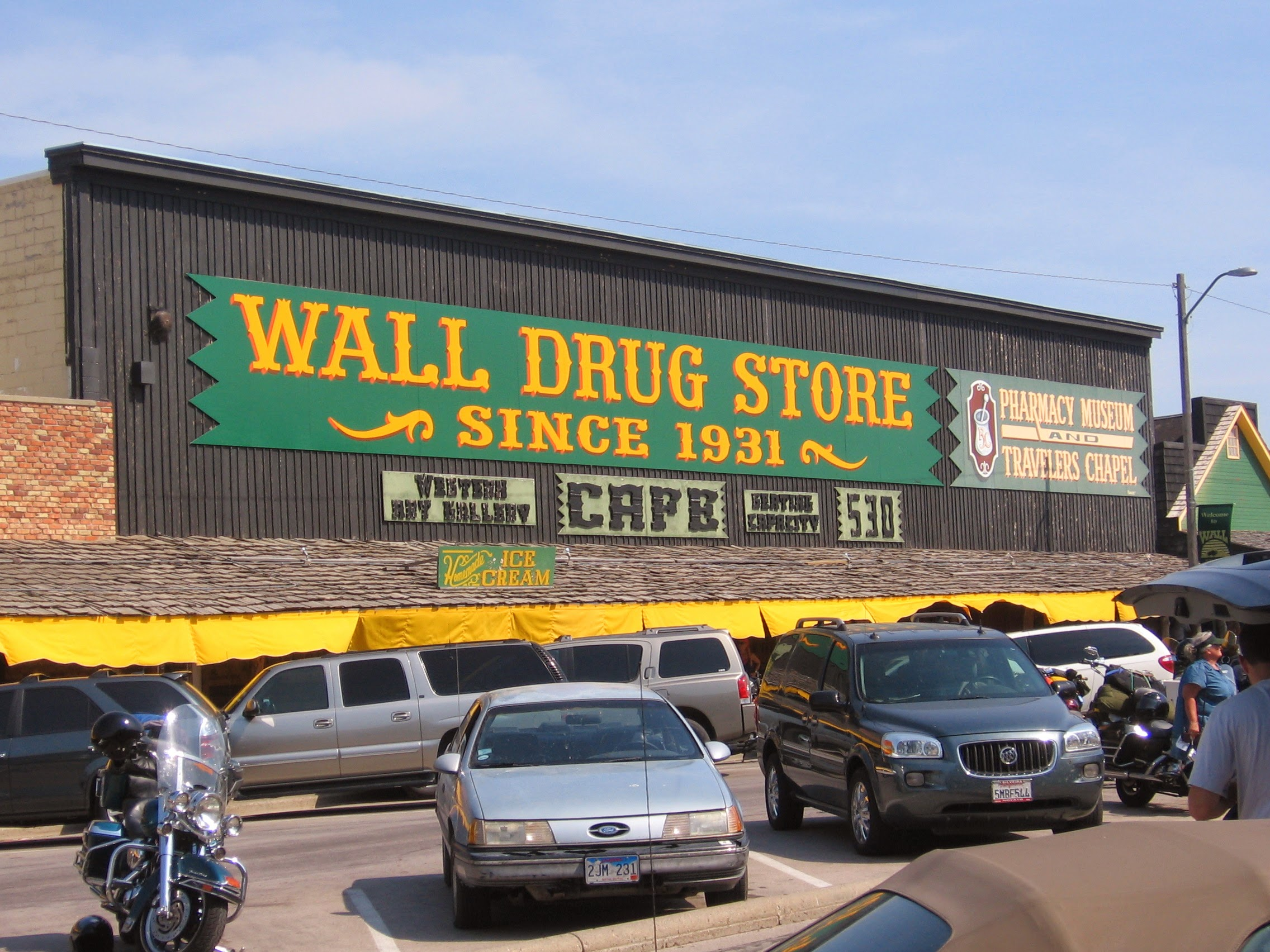
Wall Drug.
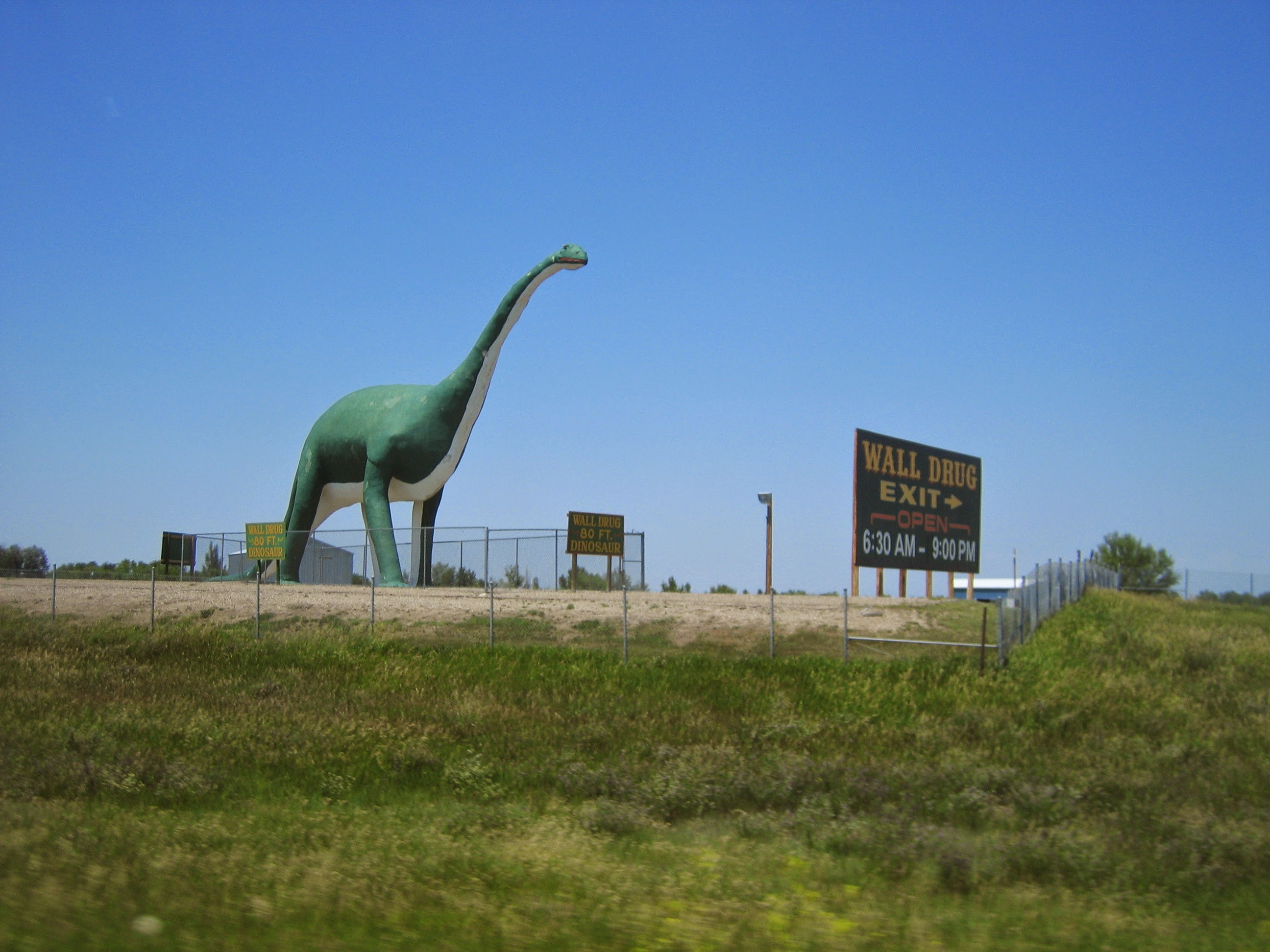
Sculpture de brontosaure.
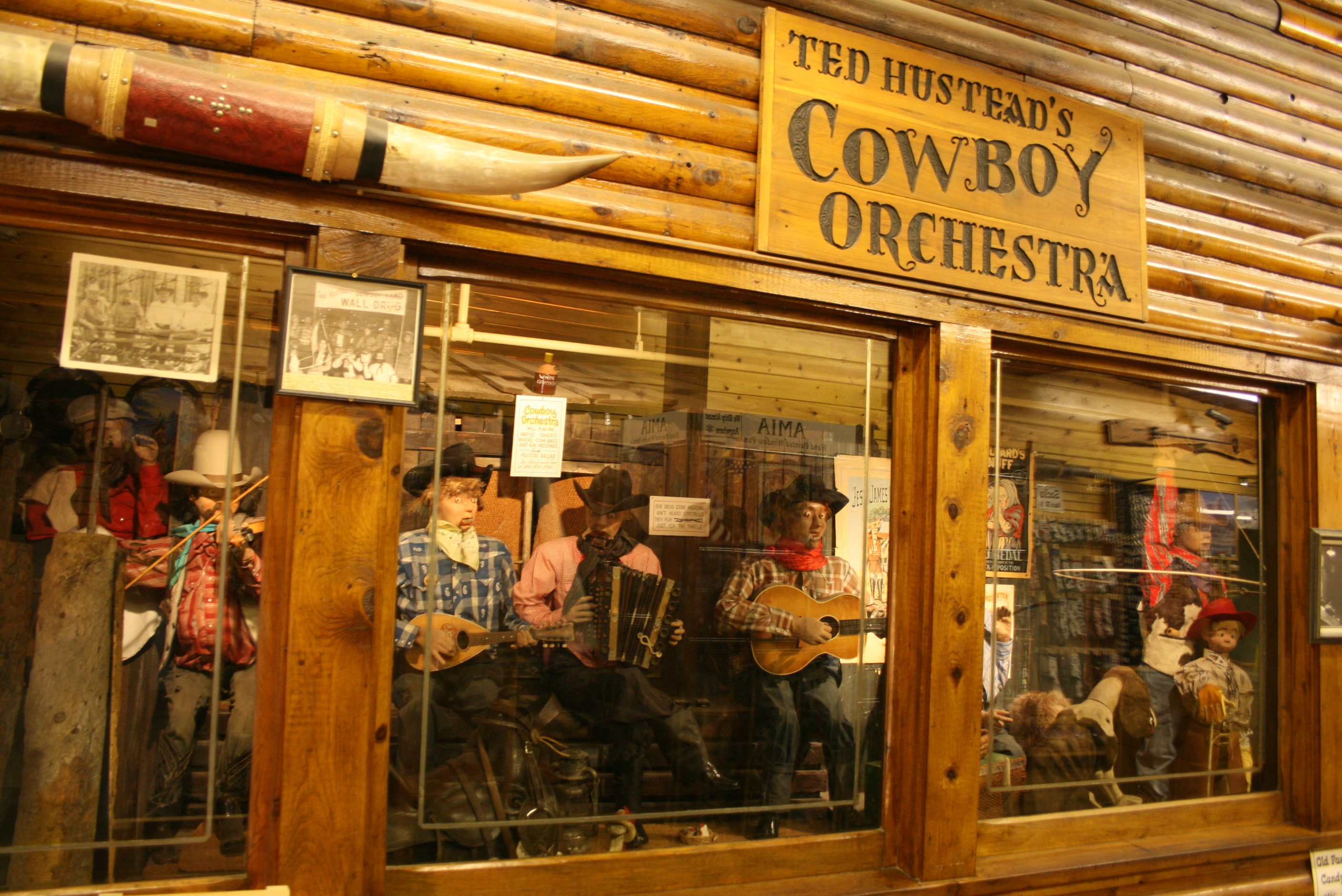